# Mołdawski Kościół Prawosławny
Mołdawski Samorządny Kościół Prawosławny – autonomiczny Kościół prawosławny pozostający w jurysdykcji Patriarchatu Moskiewskiego. 
Jest to jeden z największych związków wyznaniowych w Mołdawii, do którego należało w 2005 ponad 3 mln wiernych. Część mołdawskich prawosławnych należy również do Rosyjskiego Kościoła Prawosławnego poza granicami Rosji oraz do Patriarchatu Rumuńskiego (Metropolia Besarabii). 
Mołdawski Kościół Prawosławny dzieli się na sześć eparchii: kiszyniowską, tyraspolską i dubosarską, jedyniecką i bryczańską, kagulską i komracką, Ungheni i Nisporeni oraz bielecką i falesztańską. Posiada 1080 parafii, 30 czynnych monasterów, 2 seminaria duchowne oraz akademię teologiczną. Status Kościoła autonomicznego otrzymał w 1992. 
Obecnym metropolitą Kiszyniowa i całej Mołdawii jest Włodzimierz (Kantarian). 
Językami urzędowymi Kościoła są: mołdawski i cerkiewnosłowiański.